# Ариарат III
Ариарат III (др.-греч.  Ἀριαράθης  Γ') — царь Каппадокии в 230—220 годах до н. э. Первый правитель Каппадокии, который использовал титул басилевс.

## Биография
Ариарат III был старшим сыном каппадокийского династа Ариарамна. Ещё в юном возрасте он женился на селевкидской царевне Стратонике. Её происхождение дискуссионно. Диодор и Евсевий  родителями Стратоники называют правителя государства Селевкидов Антиоха II Теоса и его жену Лаодику. Этой версии придерживались и последующие историки. Однако в 2005 году российские исследователи Габелко О. Л. и Кузьмин Ю. Н. высказали предположение, что жена Ариарамна была сестрой Антиоха II. Согласно учёным, эта гипотеза разрешила несколько проблем в матримониальной политике эллинистических государств.
Это был первый задокументированный брак между эллинистической царевной и представителем «варварской» элиты. Благодаря ему Антиох II получил надёжного союзника в Малой Азии, а Ариарат III приобрёл Катаонию в качестве приданого и получил право на титул басилевса. От даты свадьбы начался отсчёт царской эры Каппадокии. Однако при живом отце Ариарат не мог использовать царский титул и оставался его соправителем. Исследователь Ричард Биллоуз считал, что Ариарат III одержал победу над галатами и благодаря этому получил право провозгласить себя царём. Однако эта версия не подтверждается источниками. Также существует версия, что Катаония была получена не в качестве приданого, а захвачена каппадокийцами в результате войны.
Около 230 года до н. э. Ариарат III стал полноправным властителем Каппадокии. Очень мало известно о его правлении. Предполагается, что в междоусобной селевкидской «Войне братьев» (239—236 годы до н. э.) он поддерживал своего родственника Антиоха Гиеракса. Последний был женат на дочери Ариарамна. Бенедикт Низе предположил, что именно благодаря участию в данной войне Ариарат III и завладел Катаонией.
В 220 году до н. э. царь передал власть своему сыну Ариарату IV Евсебу, который на тот момент был ещё ребёнком. Габелко О. Л., исходя из юного возраста царевича, считал, что Ариарат IV был младшим сыном Ариарата III, или же древние авторы «несколько преуменьшили» его возраст. Считается, что Ариарат III вскоре после этого умер.

## Монеты

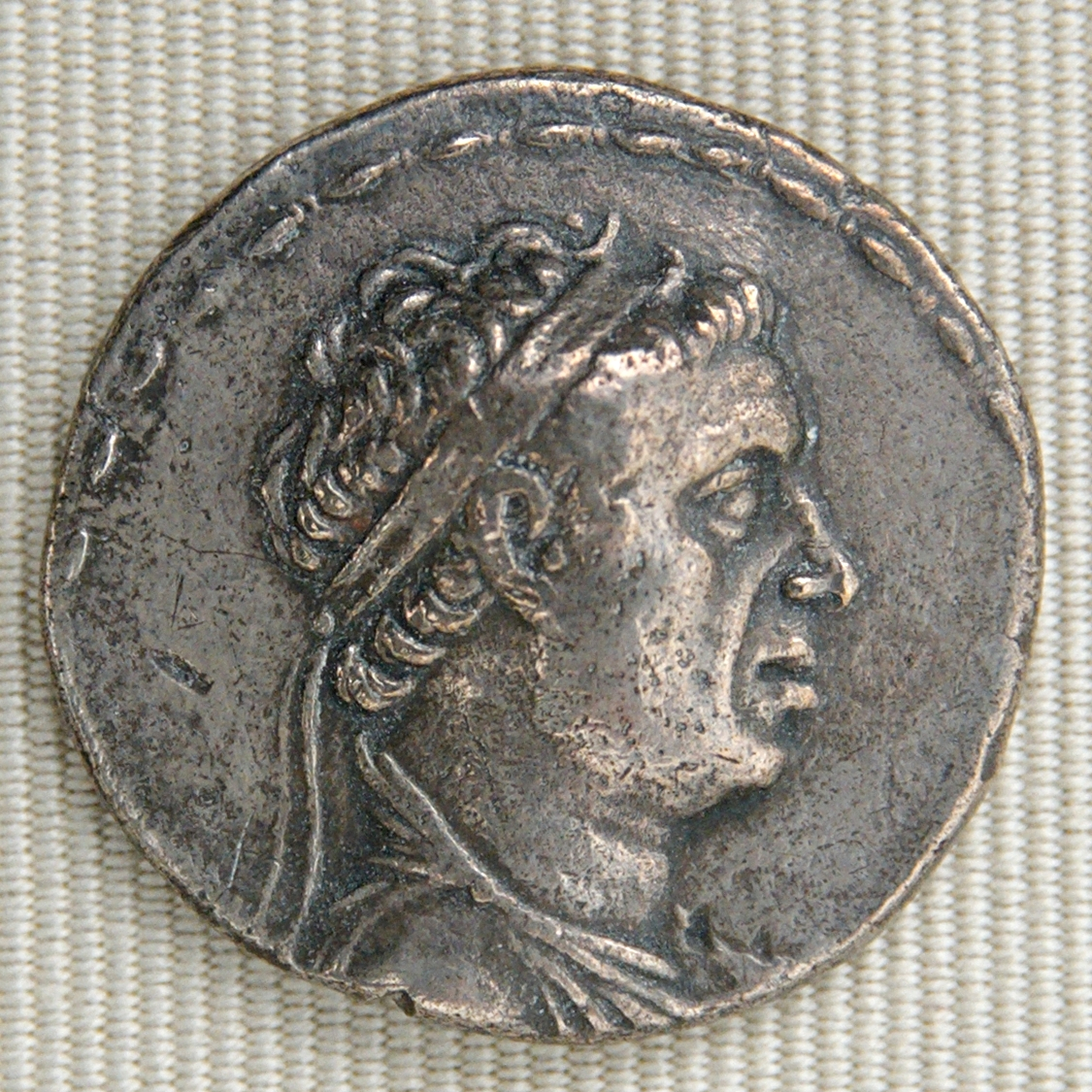
Тетрадрахма Ариарата IV, ранее приписываемая Ариарату III

Известны серебряные и бронзовые монеты Ариарата III с легендой «Царя Ариарата» (др.-греч. Βασιλεως Ἀριαράθου). На некоторых бронзовых монетах титул отсутствует, и указано только имя. Основываясь на этом факте, исследователь Боно Симонетта считал, что титул царя Ариарат III принял только в последнем периоде своего правления. С этим мнением не согласились российские учёные Габелко О. Л. и Кузьмин Ю. Н., которые относили монеты без титула ко времени совместного правления Ариарата III со своим отцом. А став полноправным правителем, он чеканил монеты уже с титулом.
В Кабинете медалей хранится уникальная каппадокийская тетрадрахма (PI.XX.1), которую исследователь Теодор Рейнах приписал Ариарату III. Отто Мёркгольм на основе анализа монограмм, установил, что это монета Ариарата IV, и она была отчеканена  после восхождения на трон селевкидского правителя Антиоха IV.